# Lê Thế Tục
Lê Thế Tục (1930-2017) là Đại tá Quân đội nhân dân Việt Nam, nguyên là nhà giáo - Phó Hiệu trưởng Trường Chính trị Quân khu Hai. Ông cũng là một diễn viên điện ảnh nghiệp dư nổi tiếng với vai diễn tướng về hữu Lê Sâm trong phim Chuyện đời thường, và là một trong số ít người vẽ tranh về Hồ Chí Minh bằng máy đánh chữ cổ.

## Sự nghiệp
Năm 17 tuổi ông nhập ngũ làm văn thư của Huyện đội dân quân du kích ở Phú Thọ, sau đó công tác tại Ban Địch vận, Phòng Chính trị Đại đoàn 308, Cục quân lực năm 1952...
Năm 1983, ông về nghỉ hưu với quân hàm Đại tá.
Năm 1996, ông thủ vai Tướng Lê Sâm trong bộ phim Chuyện đời thường, được nhiều khán giả biết đến và trở thành diễn viên từ đây.
Thành tích: Huân chương Quân công hạng 2, Chiến công hạng 3.
Ông mất năm 2017 tại huyện Thanh Thủy, tỉnh Phú Thọ.

## Các phim tham gia
Trong vòng 20 năm ông tham gia đóng trên 20 bộ phim truyền hình, ở vai diễn nào ông cũng thành công. Một số bộ phim ông tham gia như: 
- Chuyện đời thường, vai tướng về hưu Lê Sâm
- Ngã ba thời gian, vai Đỗ Tấn
- Đất và Người, vai cụ Từ
- Hồn của đất, vai ông Lân
- Nắng chiều, vai ông giáo Phúc
- Se-ri phim Cảnh sát hình sự...[7]
- Xuôi ngược đường trần, vai vị sư già[5]
- Người kế thừa dòng họ, vai ông Mến[5]
- Ông nội
- Chớm nắng
- Đất thiêng[2]
- Phía sau một cái chết
- Gia đình đại tá Trầm
- Hoàng hôn xanh, vai bác sĩ Mạc
- Chuyện xảy ra trước Tết, vai ông giáo Cư[8]
- Không cô đơn[9]
- Lập nghiệp, vai chủ nhà[6]